# Hinderikus van der Wal

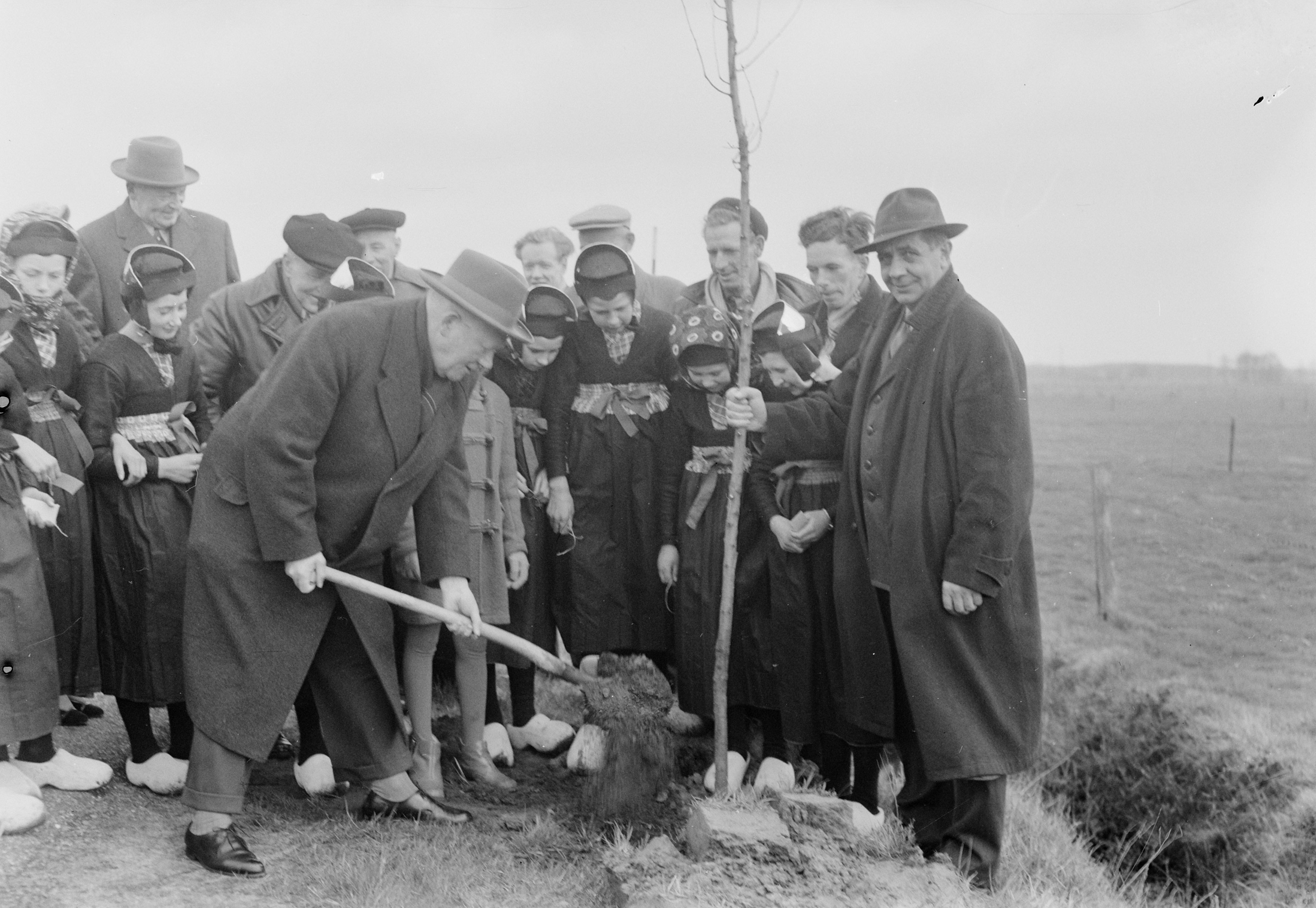
Burgemeester H. van der Wal; boomplantdag 1961

Hinderikus van der Wal (Nieuwolda, 28 maart 1898 – Staphorst, 1 oktober 1978) was een Nederlands politicus.
Hij werd geboren als zoon van Harm van der Wal (1867-1935, voerman) en Zwaantje Meijer (1876-1949). Hij was ambtenaar ter secretarie in Nieuwolda voor hij midden 1923 F. Kraaij opvolgde als de gemeentesecretaris van de Overijsselse gemeente Hasselt. Eind 1940 volgde zijn benoeming tot burgemeester van Staphorst. Daarnaast was hij dijkgraaf van het waterschap Hasselt en Zwartsluis. In 1963 eindigde zijn burgemeesterschap vanwege het bereiken van de pensioengerechtigde leeftijd. Hij overleed in 1978 op 80-jarige leeftijd.